# Vaughnictis smithae
Vaughnictis smithae és una espècie extinta de sinàpsid de la família dels eotirídids que visqué durant el Permià en allò que avui en dia és Nord-amèrica. Se n'han trobat restes fòssils a Colorado (Estats Units). Es tracta de l'única espècie del gènere Vaughnictis. És conegut a partir d'un únic espècimen. Es diferencia de la resta d'eotirídids pel fet de tenir les finestres temporals petites, la regió posttemporal llarga, l'apòfisi suborbital de l'os jugal llarga i l'os postfrontal allargat. El nom genèric Vaughnictis significa 'mostela de Vaughn', mentre que el nom específic smithae fou elegit en honor de la Sra. Stockton Smith, la propietària dels terrenys on se'n descobriren les restes.